# Joannis (Aiello del Friuli)

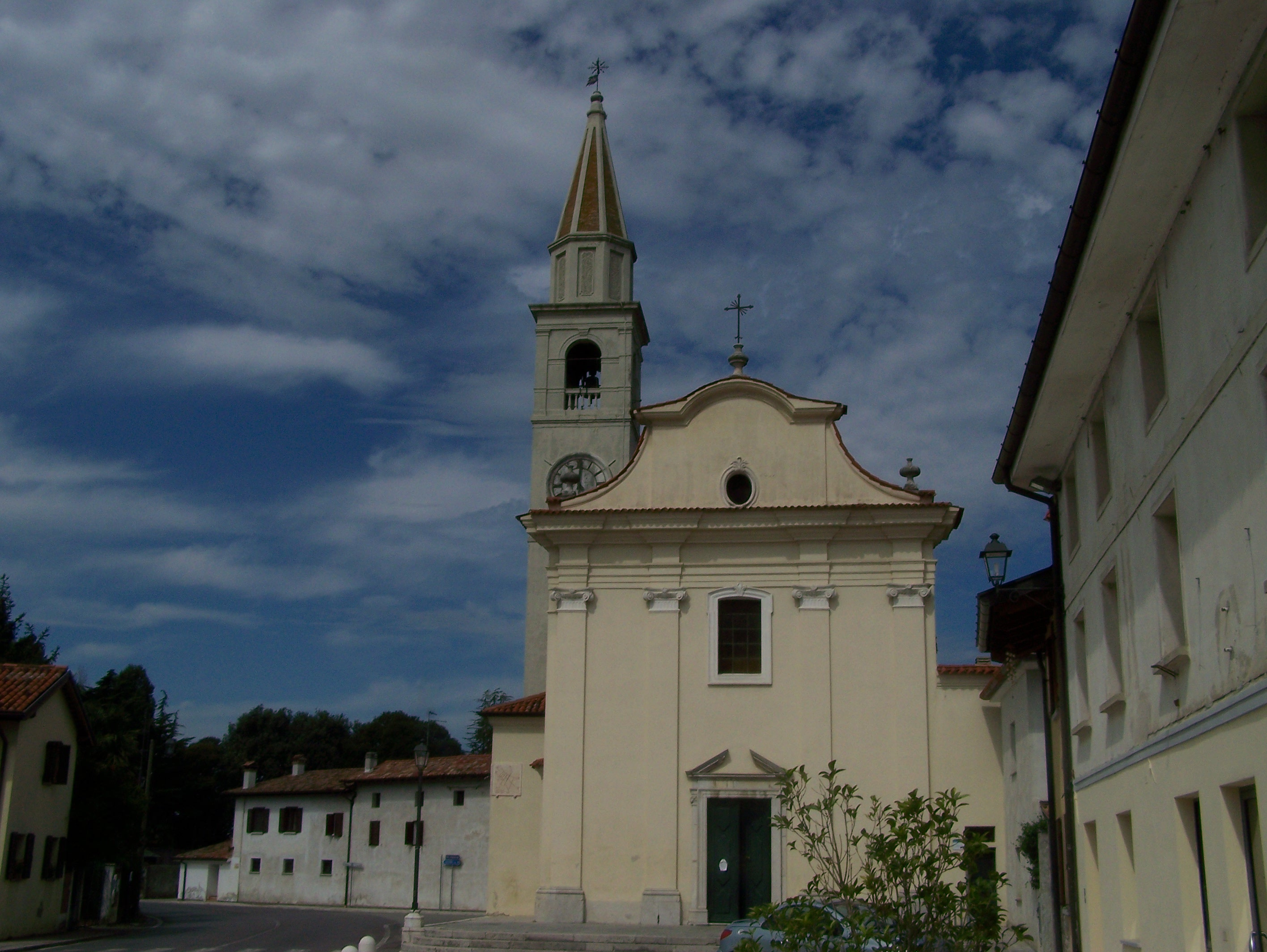
Die Kirche St. Agnes im Ortskern

Joannis (furlanisch Vuanis) ist eine Fraktion der Gemeinde Aiello del Friuli in der italienischen Region Friaul-Julisch Venetien. Die Fraktion bildete bis 1927 eine selbständige Gemeinde, die während der Herrschaft der Habsburger Teil der Grafschaft Görz und Gradisca war und dem Gerichtsbezirk Cervignano bzw. dem Bezirk Monfalcone unterstellt war.
Koordinaten: 45° 53′ N, 13° 21′ O